# Gymnastik- og Idrætsforeningen Orient
Gymnastik- og Idrætsforeningen Orient er en dansk idrætsforening beliggende i Rødovre. Foreningen er stiftet som Boldklubben Orient i 1932. Klubben holder til på sportspladsen ved Islev skole.
Foreningen tilbyder el-hockey, powerchair floorball, fodbold, gymnastik, håndbold, petanque og svømning.